# Francisca (película)
Francisca es una película dramática portuguesa de 1981 basada en la novela Fanny Owen de Agustina Bessa-Luís y dirigida por Manoel de Oliveira. La película fue seleccionada como la entrada portuguesa a la Mejor Película en Lengua Extranjera en la 55.ª edición de los Premios Óscar, pero no fue nominada.

## Reparto
- Teresa Menezes como Francisca 'Fanny' Owen
- Diogo Dória como José Augusto
- Mário Barroso como Camilo